# البولوت
البولوت (به اسپانیایی: Albolote) یک شهرستان در اسپانیا است که در استان گرانادا واقع شده‌است.

## خصوصیات
البولوت ۷۹ کیلومترمربع مساحت و ۱۵٬۵۶۳ نفر جمعیت دارد و ۶۵۵ متر بالاتر از سطح دریا واقع شده‌است.